# 鬃岭镇
鬃岭镇，是中华人民共和国贵州省毕节市纳雍县下辖的一个乡镇级行政单位。

## 行政区划
鬃岭镇下辖以下地区：
鬃岭社区、半边街村、大荒地村、大坪地村、果木村、海雍村、河坝村、旧院村、罗家寨村、坪箐村、坡戛村、沙坪村、狮子村、铁厂村、小屯村、小营村、腰岩村、左家营村和祠堂边村。